# Prokopovîci, Mirhorod
Prokopovîci (în ucraineană Прокоповичі) este un sat în comuna Cerevkî din raionul Mirhorod, regiunea Poltava, Ucraina.

## Demografie
Componența lingvistică a localității Prokopovîci
     Ucraineană (100%)
Conform recensământului din 2001, toată populația localității Prokopovîci era vorbitoare de ucraineană (100%).